# Hola, Kenya
Hola este un oraș situat în partea de sud-est a statului Kenya, pe malul vestic al râului Tana.